# Hamou Fergani
Pour les articles homonymes, voir Fergani.
Hamou Fergani (en arabe : حمو الفرقاني) est un chanteur algérien, né en 1886 à Constantine et mort en 1971. Il est l'un des grands maîtres du malouf algérien et du hawzi.

## Biographie
Hamou Reggani, son vrai nom de famille, est né en 1886 à Constantine. Il est un des plus grands maîtres du malouf constantinois. Il était également un chanteur et compositeur réputé du genre hawzi et  l'une des figures de la confrérie des Aïssaouia.
En 1928, il enregistre son premier disque dans la maison d'édition, Pathé Marcon qui a accueilli les plus grands artistes algériens. Il compte à son actif plus d'une vingtaine de disques.
Le Cheikh est mort en 1971. Il est le père du figure du malouf, Mohamed Tahar et de Zhor qui dirigeait une troupe féminine, et le grand-père du Salim Fergani, également chanteur du malouf.

## Discographie
- Voix de son maître, 1930[4]  :
  - K 4241 Qoum Noujaddidou
  - 4242 Qaddek Yesbi Errouh Ouelaqal
  - 48 Ana Houa Elmaghroum
  - 49 Sabah Elkhir Alik
  - 50 Ala Men Takoul
  - Ghab felk Elahbab
  - 4477 Ana Ichaqati Fissoltane
  - Nehoua Ghozeyel
  - 78 Messâad Ouchq Eldjara
  - 79 Stikhbar Elfajro Zayek
  - 80 Stikhbar Chat Elb'har
  - Elkhaoua la Tatfargo
- V.S. M., 1932[4] :
  - K 4600 Stikhbar Raml Maya
  - Dir El Moudam Sidi
  - 601 Galou El Arab Galou
  - 602 El Boughi